# Baarle

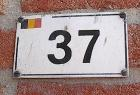
Número de casa belga

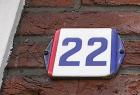
Número de casa neerlandesa

Baarle és un petit nucli urbà format conjuntament pels municipis Baarle-Hertog (Bèlgica) i Baarle-Nassau (Països Baixos); està dividit en 22 àrees belgues i 7 àrees neerlandeses (tècnicament 8, amb una àrea no habitada). L'any 1995 una comissió especial en va traçar els límits oficials.
Bona part de la població es troba en enclavaments belgues totalment envoltats de territori neerlandès, però també es dona la situació contrària (enclavaments neerlandesos totalment envoltats per territori belga).